# 南アフリカ共和国のワイン

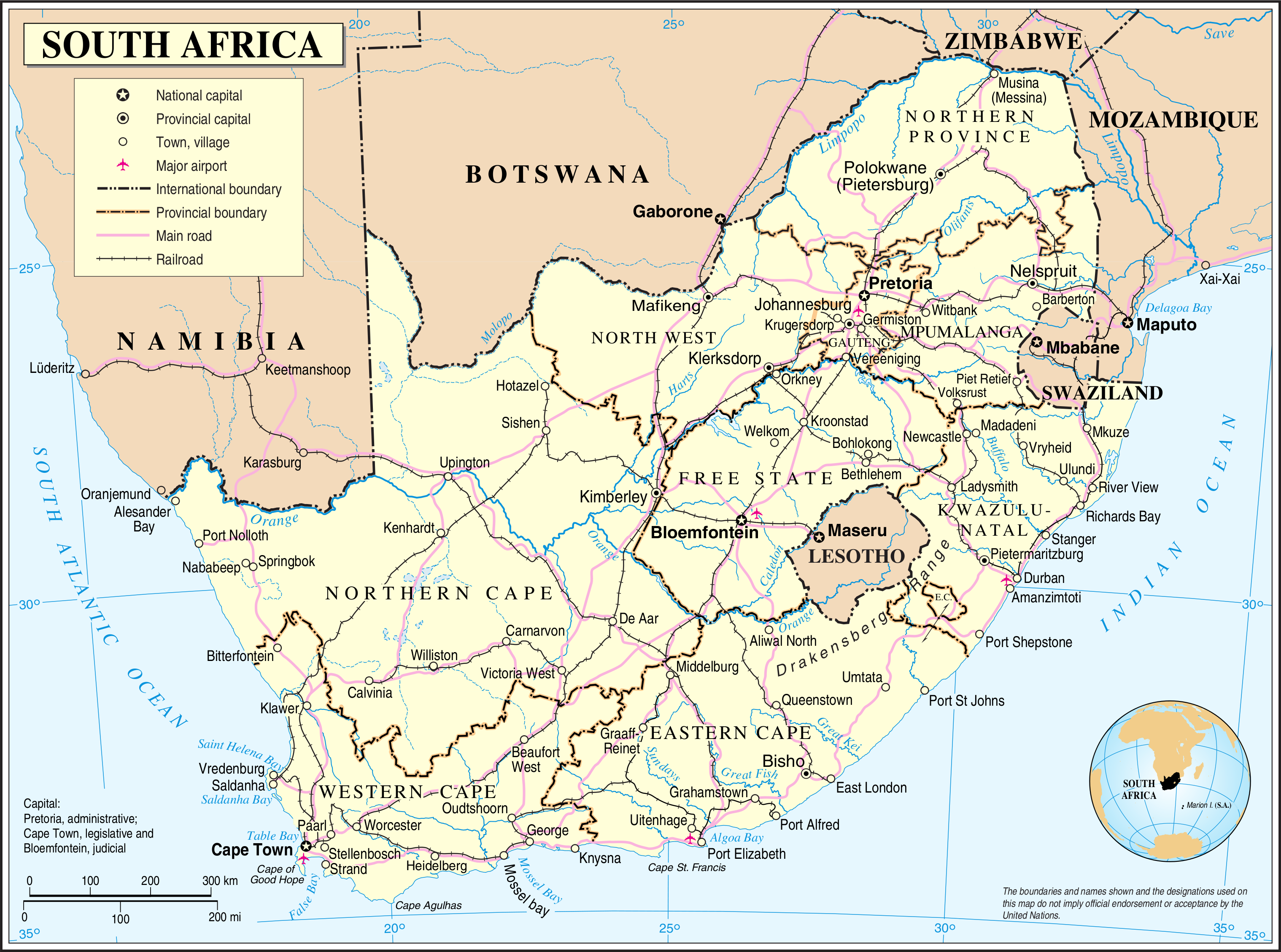
RSA全図。ワインの主要生産地は国土の最南端の西ケープ州。

南アフリカ共和国のワイン（みなみアフリカきょうわこくのワイン）は、南アフリカ共和国（南アフリカ）産のワイン。

## 概要
17世紀にオランダが南アフリカで最初にワインを造り、その後フランスが技術をもたらした。18世紀末のイギリス進出に前後してヨーロッパへの輸出が盛んになった。1973年にワイン法が制定され、アパルトヘイトからの解放以降は、停滞していたワイン産業の近代化に取り組んでいる。20世紀末には世界の主要ワイン生産国であり、2000年前後にワイン生産量が世界10位前後で推移している。2000年の生産量は6,949,000ヘクトリットル (hL: x 102L) で8位。
ケープタウン周辺の気候は地中海性気候であり、それによりブドウの発育が良好である。南東からの風はブドウの腐敗とウドンコ病を防ぎ、ケープ・ドクターと呼ばれる。この風は若木を枯れさせるリスクもある。気温が高く乾燥している生産地では灌漑を行う場合がある。
ブドウ栽培地の大部分は西ケープ州にある。よく知られる原産地はステレンボッシュとパールで、ワインランドと呼ばれる。

## 歴史
1652年にケープ入植をしたオランダ東インド会社の初代総督ヤン・ファン・リーベックは、1655年、ブドウの苗木を植え、最初のワインは1659年に造った。1659年2月2日のヤン・ファン・リーベックの日記に「神をたたえよ! 今日、ケープのブドウが初めて搾られた」 とある。その後1689年、当時の総督シモン・ファン・デル・ステルがテーブル山の山麓のGroot Constantia（フロート・コンスタンシア）で750 haのブドウ畑を開拓した。同時期、フランスから亡命してきたキリスト教徒ユグノーのブドウ栽培者たちがケープ地方に定住し始め、フランスの栽培技術を伝えた。1778年にはデザートワインの「コンスタンシア」が誕生し、ヨーロッパ貴族らの間で名醸ワインとして人気を博した。
19世紀に入り、南アフリカワインは盛んに輸出されるようになった。ヨーロッパでナポレオン戦争が起きると、フランスワインの輸入が不可能になったイギリスとヨーロッパ各地は、南アフリカのワインを輸入した。1861年、イギリスとフランスの国交回復によりワインの保護関税が撤廃され、重要な輸出先であったイギリスへの南アフリカワイン輸出は低迷した。1866年、フランスのワイン産業を壊滅させたフィロキセラ（19世紀フランスのフィロキセラ禍）が南アフリカにも及び、コンスタンシアを含む多くのワイナリーが断絶してブドウ畑は危機に瀕した。ボーア戦争もまた、ワイン産業を低迷させた。
1910年にアメリカ合衆国のブドウ苗木を導入し、フィロキセラ禍のブドウ畑は復活したが、その後は過剰生産に陥った。この頃、南アフリカ産の蒸留酒が飲まれるようになっていた。1918年、政府はワインの過剰生産抑制と価格安定を目的にKWVを創設した。KWV（Koöperatieve Wijnbouwers Vereniging van Zuid-Afrika Bpkt; 南アフリカ醸造者共同組合連合）は、全てのケープ産ワインの市場と価格を統制した。1925年に、ステレンボッシュ大学のアブラハム・I・ペロルド教授は、KWVの支援を受け、ブドウ品種ピノ・ノワールとエルミタージュを交配してピノタージュを開発した。1950年代、KWVの監督で高品質ワイン造りの取り組みが始まった。1973年、ワインその他スピリッツ類の管理委員会が発足、また原産地呼称制度 Wine of Origin (W.O.) が設立された。
1991年にアパルトヘイトは撤廃され、1994年のネルソン・マンデラ政権下でワイン輸出市場が開放された。1998年、経済制裁等で市場から閉ざされていた間の遅れを取り戻すためにKWVが民営化され、2002年に完全な民営化となった。KWVは1992年まで新しい畑の開墾を制限し、ワイン生産者の不法行為を招いていた。
2004年、西ケープ州のフィンボスと呼ばれる植生地域が「ケープ植物区保護地域群」の名で世界遺産に登録され、南アフリカワインのほとんどがその保護地域内にあり、ワイン業界としてはBWI (Biodiversity and Wine Initiative) を設立した。2010年からは、IPW (Integrated Production of Wine)、南アフリカワイン協会 (Wines of South Africa)、生物多様性・ワイン・イニシアティヴによる共同のプロジェクト「グリーンラベル」が開始した。農務大臣に任命された委員で構成するワイン&スピリット委員会が、地球に優しい技術で生産する南アフリカワインにグリーンラベル認定をする。

## 原産地呼称制度

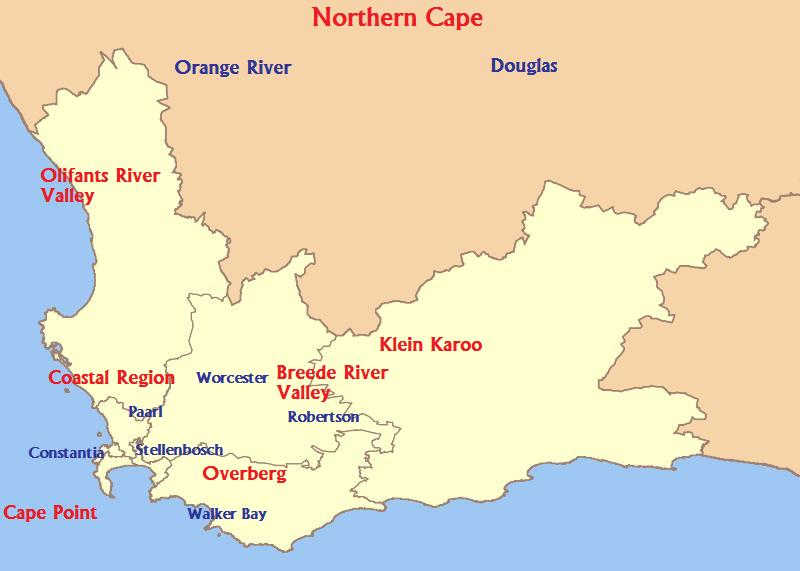
西ケープ州のリージョン。ケープ半島の北側はテーブル湾、東側はフォルス湾、更に東はウォーカー湾。

1973年、南アフリカ共和国政府は、EU法に対応する原産地呼称制度のWine of Origin (W.O.) を設置した。その制度の下、原産地は英語で区分される。
Region（リージョン; 地方）と呼ばれる最も大きい原産地区分の中にDistrict（ディストリクト; 地域）があり、その中にWard（ワード; 地区）がある。リージョンに属さないディストリクトやワード、リージョンとディストリクトに属さないワードもある。原産地は順次認定されている。
リージョンは4つあり、Coastal（コースタル）、Breede River Valley（ブレーダ・リヴァー・ヴァレー）、Olifants River（オリファンツ・リヴァー）、Klein Karoo（クライン・カルー）である。
4つのリージョンとその周辺の原産地は西ケープ州に含まれる。いくつかの原産地は北ケープ州にある。その他、クワズール・ナタール州で生産される。
リージョン
- Coastal（コースタル）

ディストリクトは、Stellenbosch（ステレンボッシュ）、Paarl（パール）、Darling（ダーリン）、Swartland（スワートランド）、Tygerberg（タイガーバーグ）、Cape Point（ケープ・ポイント）、Tulbagh（タルバック）。
- ステレンボッシュは、町にはフォルス湾からの風が入り、丘陵も風が吹く。低地の軽い砂質（砂れき質）は白ブドウに向き、高地の花崗岩質は黒ブドウに向く。山の斜面は重い土質。年間降水量は600 mmから800 mm。7地区がワード認定を受け、ロバートソンに次いで2番目に多い（2009年現在）。7地区の最初の認定ワードはSimonsberg-Stellenbosch（シモンズバーグ・ステレンボッシュ）。
- パールは、気温はやや高く、年間降水量は600 mmから900 mm。バーグ川流域はユグノーが開拓し、フランス系の地名がある。ワードに認定されているFranschhoek Valley（フランシュック・ヴァレー）はバーグ川流域にある。パールはかつて酒精強化ワインの主要生産地でありまた、KWVの本部があった。パールの酒精強化ワインはBoberg（ボベルク）と呼ばれる。
- ダーリンはKWVの規制廃止後にワードのGroenekloof（フルーネクルーフ）でソーヴィニョン・ブランの産地として有望になった。
- タルバックはパール同様、酒精強化ワインをボベルクという。
- ディストリクトに属さないワードのConstantia（コンスタンシア）は、南アフリカ史上で最も著名なワインの「コンスタンシア」を生産している。1778年にヘンドリック・クルートが造ったデザートワインの「コンスタンシア」は、ヨーロッパの貴族や詩人・文豪らに愛飲された。その伝説の高級ワインの人気は、イギリスとフランスが国交回復をする1861年頃まで続いた。フィロキセラにより一度断絶したが、新たなオーナーの研究によりブドウの品種、製法を再現して1990年からKlein Constantia（クレイン・コンスタンシア）として再び生産を開始した。他に、「フロート・コンスタンシア」もワインを生産している。ワードとしてのコンスタンシアはテーブル山の東側にあり、温暖でフォルス湾から風が吹き、年間降水量は1,000 mm。

- Breede River Valley（ブレーダ・リヴァー・ヴァレー）

ディストリクトは、Robertson（ロバートソン）、Worcester（ウスター）、Breedekloof（ブリーダクルーフ）、Swellendam（スウェレンダム）。
- ロバートソンは、石灰質の土壌、夏が暑く、年間降水量は300 mmから400 mm。ディストリクトとしては最多の9地区がワード認定を受けている（2009年現在）。
- ウスターは、バルク売りのワインがほとんどで、夏が暑く、年間降水量は250 mm。またウスターはブランデーを生産する。

- Olifants River（オリファンツ・リヴァー）

ディストリクトは、Lutzville Valley（ルツヴィル・ヴァレー）、Citrusdal Mountain（シトラスダル・マウンテン）、Citrusdal Valley（シトラスダル・ヴァレー）。
- ルツヴィル・ヴァレーは暑く降水量が少ない。

- Klein Karoo（クライン・カルー）

ディストリクトは、Calitsdorp（カリッツドープ）、Langeberg-Garcia（ランゲンバーク＝ガルキア）。
Little Karoo（リトル・カルー）と呼ばれる乾燥した低木地帯は、ダチョウ肉と羽毛、酒精強化ワインが名産。
- カリッツドープは夏が暑く、年間降水量は200 mm以下。甘口のワインが生産される。酒精強化ワインとブランデーの生産もある。

リージョンに属さない原産地
- 西ケープ州では、ワードのElgin（エルギン）と、ディストリクトのWalker Bay（ウォーカー・ベイ）が注目されている。エルギンはディストリクトのOverberg（オーヴァーバーグ）の中にありまた、リンゴの産地である。
- 北ケープ州は、ディストリクトのDouglas（ダグラス）などが含まれる。

## ブドウ品種
2007年現在の主要なブドウ品種。
- 白ブドウ
  - シュナン・ブラン（スティーン）
  - ソーヴィニョン・ブラン
  - シャルドネ
  - セミヨン
  - ハネプート（マスカット・オブ・アレキサンドリア）
  - コロンバール
  - ケープ・リースリング
  - ヴァイサー・リースリング
  - ミュスカ・ド・フロンティニャン

- 黒ブドウ
  - ピノタージュ
  - カベルネ・ソーヴィニョン
  - シラーズ
  - メルロ
  - カベルネ・フラン
  - ピノ・ノワール
  - サンソー（エルミタージュ）
  - ルビー・カベルネ